# Predsjednička palača (Asmara)
Predsjednička palača u Asmari je zgrada izgrađena 1897. u talijanskom neoklasičnom stilu u kojoj živi i vlada predsjednik Eritreje. Predsjednički ured ima nekih sličnosti s Bijelom kućom u Washingtonu.

## Povijest
Tijekom talijanske kolonijalne vladavine u istočnoj Africi, 1897. je izgrađena palača koja je bila sjedište prvog talijanskog guvernera Eritreje, Ferdinanda Martinija. Talijanska vlast htjela je napraviti impresivnu zgradu u Asmari koja bi u Eritreji (koja je tada bila prva talijanska kolonija) prikazala veličinu Kraljevine Italije.
Palača se tada zvala Governatorato dell'Eritrea, a osim talijanskog guvernera koji je vladao tom kolonijom zgradu je kao privremeno boravište koristio talijanski kralj i etiopski car Viktor Emanuel III.
Tijekom 2. svjetskog rata zgrada je bila teško oštećena te je tijekom etiopske vlasti 1950-ih godina pretvorena u Narodni muzej. Danas je to predsjednički ured odnosno rezidencija eritrejskog predsjednika Isaiasa Afewerkija.

## Dizajn
Guverner Ferdinando Martini želio je kao svoju rezidenciju imati zgradu u neoklasičnom stilu koja će biti okružena parkom s bujnom vegetacijom. Prema njegovom mišljenu palača je bila najveća i najljepša u Asmari. Interijer zgrade je ukrašen talijanskim mramorom dok je namještaj doveden iz Italije i Francuske. U glavnoj dvorani nalazile su se tipične renesansne stepenice koje su se projicirane prema drugom katu. Glavna ulazna vrata izrađena su od posebnog drveta iz Brazila.